# Calamodes melanaria
Calamodes melanaria är en fjärilsart som beskrevs av Charles Oberthür 1913. Calamodes melanaria ingår i släktet Calamodes och familjen mätare. Inga underarter finns listade i Catalogue of Life.